# División provincial de 1833 en Andalucía

Los cuatro reinos de Andalucía.

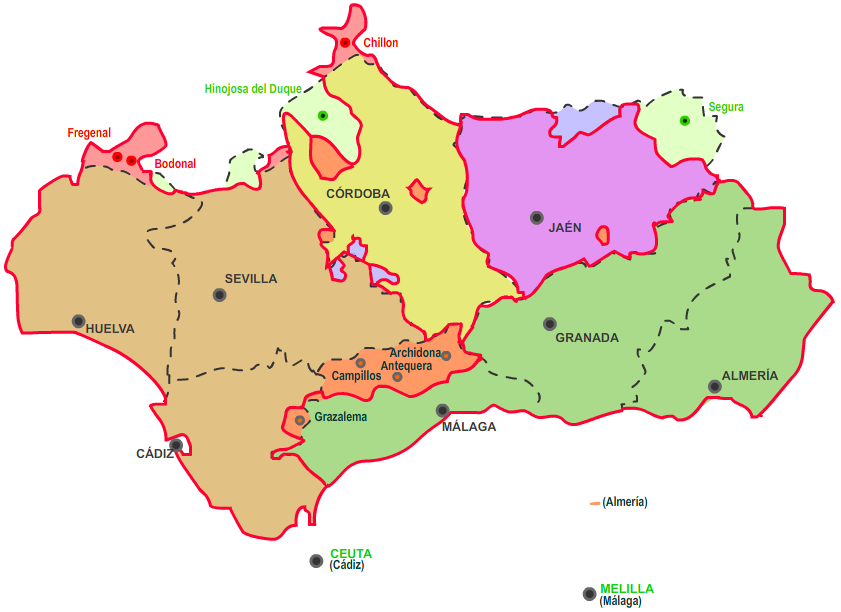
La transformación efectuada

## Contexto histórico
La división provincial de Javier de Burgos de 1833 incluía 49 provincias. El mismo decreto que creó la división provincial agrupó a las provincias en «regiones históricas». Sin embargo, el decreto de Javier de Burgos no pretendía crear ningún nivel administrativo superior al provincial. Así, las regiones definidas no tenían ningún tipo de competencia u órgano administrativo o jurisdiccional común a las provincias que agrupaba, teniendo la adscripción a regiones un carácter clasificatorio, sin pretensiones de operatividad administrativa.

La Andalucía , que comprende los reinos de Córdoba, Granada, Jaén y Sevilla, se divide en las ocho provincias siguientes: Almería, Cádiz, Córdoba, Granada, Huelva, Jaén, Málaga y Sevilla.
Real Decreto de 30 de noviembre de 1833

## Provincia de Almería

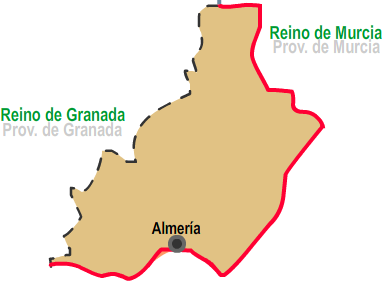
Almería

La Provincia de Almería se formó uniendo poblaciones del Reino de Granada que no fueron incluidas en la provincia de Granada ni la de Málaga ni la de Cádiz.
Véase Municipios de la provincia de Almería para la lista de municipios que la componen.

## Provincia de Cádiz

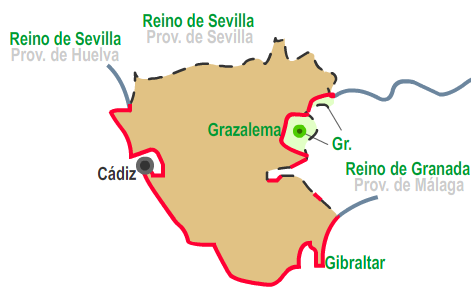
Cádiz

La provincia de Cádiz se creó agrupando las siguientes poblaciones del Reino de Sevilla:
Alcalá de los Gazules, Algar, Algeciras, Algodonales, Arcos de la Frontera, Los Barrios, Casas Viejas (Segregado de Medina), Bornos, El Bosque, Cádiz, Castellar de la Frontera, Chiclana de la Frontera, Chipiona, Conil de la Frontera, Espera, El Gastor, Jerez de la Frontera, Jimena de la Frontera, La Línea de la Concepción   (Gibraltar), Medina Sidonia, Olvera, Paterna de Rivera, Prado del Rey, Puerto de Santa María , Puerto Real, Puerto Serrano, Rota, San Fernando, San Roque  (Nuevo poblamiento de Gibraltar), Sanlúcar de Barrameda, Tarifa, Torre Alháquime, Trebujena, Vejer de la Frontera, Villamartín y Zahara de la Sierra.
Del Reino de Granada agregó Grazalema, Ubrique, Villaluenga del Rosario, Alcalá del Valle, Benaocaz y Setenil.
A efectos administrativos, la ciudad de Ceuta fue parte de la provincia de Cádiz hasta 1925.
Véase Municipios de la provincia de Cádiz para la lista de municipios que la componen.

## Provincia de Córdoba

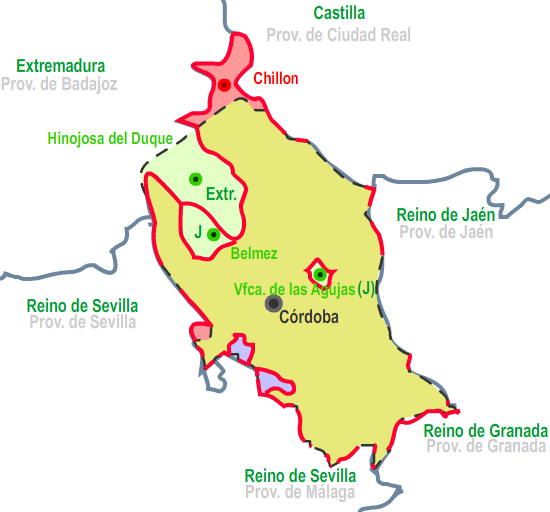
Córdoba

La provincia de Córdoba se configuró de la misma manera que así lo disponía el reino homónimo y lugares de la Extremadura como Belalcázar, Fuente la Lancha, Hinojosa del Duque y Villanueva del Duque. A esta provincia fueron agregadas varias de las Nuevas Poblaciones de la Andalucía del proyecto de Pablo de Olavide.
Por otra parte incorporó los dos exclaves del Reino de Jaén que existían en el reino de Córdoba: Belmez (que incluía Peñarroya-Pueblonuevo, segregada en 1886) y Villafranca de Córdoba, antes "de las Agujas".
La provincia de Córdoba no agregó Chillón ni su aldea, que quedaron encuadradas dentro de la provincia de Ciudad Real, también perdió Peñaflor a favor de la provincia de Sevilla.
La provincia de Córdoba conservó el enclave de Fuente Palmera quedó enclavada en la provincia de Sevilla.
Véase Municipios de la provincia de Córdoba para la lista de municipios que la componen.

## Provincia de Granada

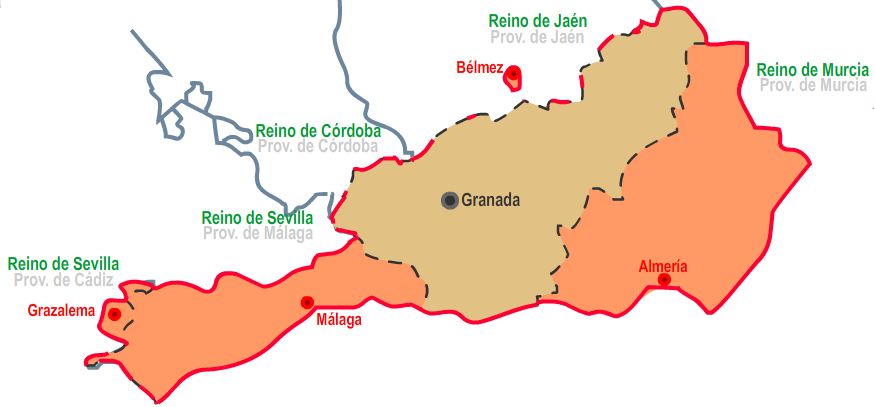
Granada

La provincia de Granada se formó agrupando exclusivamente las poblaciones de su reino que no pasaron a formar a las provincias de Málaga, Almería ni a Cádiz (Sierra de Grazalema, Ubrique, etc.).
Pierde en territorio, los que formaban su reino que pasaron a ser de las anteriores provincias, así como el enclave en el Reino de Jaén de Bélmez de la Moraleda y Solera, que quedan encuadrados en la provincia de Jaén.
Véase Municipios de la provincia de Granada para la lista de municipios que la componen.

## Provincia de Huelva

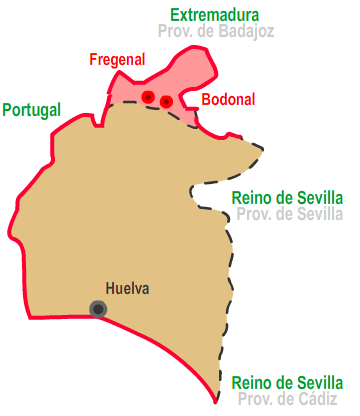
Huelva

La provincia de Huelva se formó agrupando las poblaciones del Reino de Sevilla que no fueron agregadas ni a la provincia de Sevilla, ni a la de Cádiz, ni a la de Málaga.
Las poblaciones del Reino de Sevilla agrupadas dentro de la provincia de Huelva fueron:
Alájar, Aljaraque,  El Almendro, Almonaster la Real, Almonte, Alosno, Aracena, Aroche, Ayamonte, Beas, Berrocal, Bollullos Par del Condado, Bonares, Cabezas Rubias, Cala, Calañas, El Campillo, Campofrío, Cartaya, Castaño del Robledo, El Cerro de Andévalo, Chucena, Corteconcepción, Cortegana, Cortelazor, Cumbres de Enmedio, Cumbres de San Bartolomé, Cumbres Mayores, Encinasola, Escacena del Campo, Fuenteheridos, Galaroza, Gibraleón, La Granada de Río-Tinto, El Granado, Higuera de la Sierra, Hinojales, Hinojos, Huelva, Isla Cristina, Jabugo, Lepe, Linares de la Sierra, Lucena del Puerto, Manzanilla, Los Marines, Minas de Riotinto, Moguer, La Nava, Nerva, Niebla, La Palma del Condado, Palos de la Frontera, Paterna del Campo, Paymogo, Puebla de Guzmán, Puerto Moral, Rociana del Condado, Rosal de la Frontera, San Bartolomé de la Torre, San Juan del Puerto, San Silvestre de Guzmán, Sanlúcar de Guadiana, Santa Ana la Real, Santa Bárbara de Casa, Santa Olalla del Cala, Trigueros, Valdelarco, Valverde del Camino, Villablanca, Villalba del Alcor, Villanueva de las Cruces, Villanueva de los Castillejos, Villarrasa, Zalamea la Real y Zufre.
Agregó también dos poblaciones de la antigua provincia de Extremadura Cañaveral de León y Arroyomolinos de León. Esta última pidió el retorno a la provincia de Badajoz en 1835
La Provincia perdió las poblaciones de Fregenal, Bodonal, Segura de León e Higuera la Real, que pasaron a formar parte de la provincia de Badajoz.
Asimismo se creó un nuevo municipio, el de la Real Isla de la Higuerita en 1833 quedando con su nombre actual al año siguiente y absorbiendo al municipio de La Redondela en 1877.
Véase Municipios de la provincia de Huelva para la lista de municipios que actualmente la componen.

## Provincia de Jaén

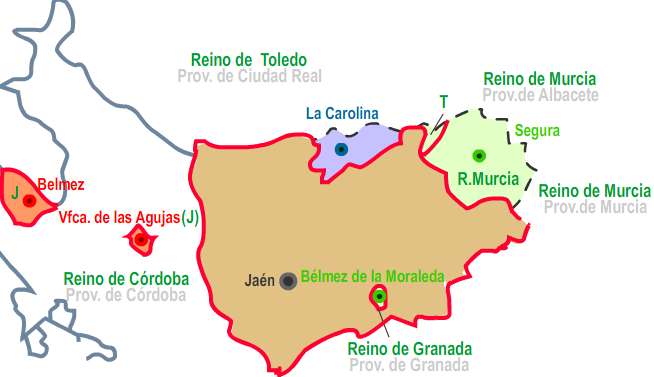
Jaén

La provincia de Jaén, que se formó uniendo las localidades del Reino de Jaén, algunas localidades del reino de Murcia, y dos poblaciones que hasta entonces pertenecían a provincia de La Mancha: Beas de Segura y Chiclana de Segura.
Los lugares del reino de Murcia que se incorporaron a Jaén fueron Benatae, Génave, Orcera, Santiago de la Espada, Segura de la Sierra (con los agregados de La Puerta y de Bujaraiza), Siles, Torres y Villarrodrigo.
Asimismo la nueva provincia incorporó los dos exclaves del reino de Granada que existían en el reino de Jaén: Bélmez de la Moraleda y Solera, que era un municipio independiente (hoy integrado en el de Huelma).
Por otra parte perdió los dos exclaves del Reino de Jaén que existían en el reino de Córdoba: Belmez (que incluía Peñarroya-Pueblonuevo, segregada en 1886) y Villafranca de Córdoba, antes "de las Agujas".
A la nueva provincia fueron agregadas las Nuevas Poblaciones de Sierra Morena: Aldeaquemada, Arquillos, Carboneros, La Carolina, Guarromán, Miranda del Rey y Magaña, Montizón, Navas de Tolosa, Rumblar, Santa Elena.
Véase Municipios de la provincia de Jaén para la lista de municipios que la componen.

## Provincia de Málaga

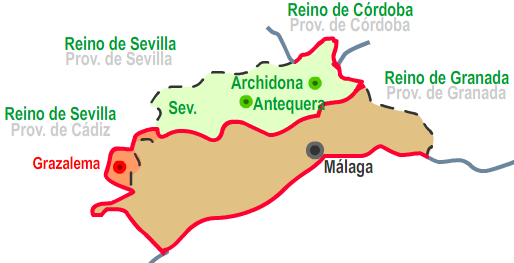
Málaga

La provincia de Málaga se formó uniendo localidades del Reino de Granada y del Reino de Sevilla.
Al Reino de Sevilla pertenecían: Teba, Cañete la Real, Archidona, Antequera, Hardales y Sierra de las Yeguas.
Al de Granada todas las demás poblaciones: Málaga, Ronda, Marbella, Estepona, Torre del Mar, Vélez-Málaga, Comares, Coín, Alora, Alhaurin, Cártama, Casarabonela, Casa Bermeja, Almoxia, Alhaurinejo o Alhaurin el Chico, Colmenar, Río Gordo, Torrox, Nerja, Frigiliana y Monda.
Del Reino de Granada no agregó Grazalema, Ubrique, Villaluenga del Rosario, Alcalá del Valle, Benaocaz ni Setenil, ya que estas poblaciones se incorporaron en la Provincia de Cádiz.
La provincia de Málaga siguió conservando La Sauceda, un corredor dentro de la provincia de Cádiz. Dicho poblamiento pertenece al término de Cortes de la Frontera.
A efectos administrativos, la ciudad de Melilla fue parte de la provincia de Málaga hasta 1995.
Véase Municipios de la provincia de Málaga para la lista de municipios que la componen.

## Provincia de Sevilla

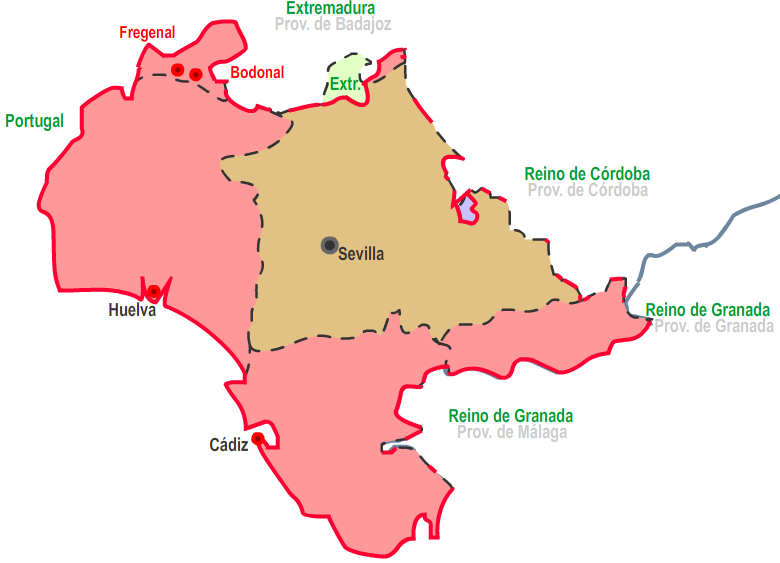
Sevilla

La provincia de Sevilla se formó uniendo localidades del reino homónimo, excepto las que pasaron a formar parte de las provincias de Cádiz, Málaga y Huelva. El municipio de Peñaflor, antes de Córdoba, fue anexado a la provincia de Sevilla. Asimismo, Sevilla incorporó Guadalcanal, que hasta entonces pertenecía a Extremadura, y perdió las poblaciones de El Bodonal, Fregenal de la Sierra e Higuera la Real, que pasaron a formar parte de la provincia de Badajoz, en Extremadura.
Por otra parte, agregó la nueva población de La Luisiana, sin embargo Fuente Palmera no fue agregado y siguió por Córdoba, quedando enclavado esta población cordobesa en la provincia de Sevilla.
Véase Municipios de la provincia de Sevilla para la lista de municipios que la componen.